# 上原あずみ
上原 あずみ（うえはら あずみ、1984年4月10日 - ）は、日本の元歌手・作詞家・作家として、ビーインググループGIZA studioに所属していた。

## 略歴
デモテープを送ったことによってプロデューサーの目にとまり歌手デビューへ向け、中学卒業後に大阪へ1人で引っ越し、京都府内の高校へ進学（立命館宇治中学校・高等学校）。デビューへ向けてのレッスンを行う。
2001年10月31日、デビューシングル『青い青いこの地球に』が新人として異例のオリコン週間チャート初登場9位を記録し、出荷枚数にして10万枚以上を記録するスマッシュヒットとなった。また、セカンドシングルではタイアップしたNTTドコモ関西「M-stage music」CMに本人自ら出演した。その頃に、同じ事務所の先輩である倉木麻衣の「Feel fine!」のMVに出演する。
2002年9月11日にシングル『無色』、11月6日に1stアルバム『無色』をリリースし、両作品共にオリコン週間チャート初登場5位のスマッシュヒットなった。こうして人気が高まりつつあった中で『ミュージックステーション』を皮切りにいくつかの音楽番組に出演し、ファンクラブも開設されたが、メディア露出は減らしその後はしばらくCDリリースは行わず、活動は音楽ライブの出演と雑誌連載のみに抑えられた。その間にB'zの松本孝弘のソロプロジェクトによるアルバム『THE HIT PARADE』にて、中森明菜の「少女A」をカバーしている。また、GIZA studioのコンピレーションアルバムに未発表曲「人生ゲーム」が収録されている。
2005年12月7日、約3年3か月ぶりのシングル『秘密』をリリースし、ノンタイアップながらオリコン週間チャート初登場40位を記録した。
2006年10月18日、約4年振りのアルバム『生きたくはない僕等』と初の詩集『ココロ』を同時発売し、詩集はブックランキングにて3位になるなど好セールスを記録。この年にトークショーやサイン会、握手会などのキャンペーンを行い、ファンが長蛇の列を作り再活動は華々しくみえたが、この作品以降はCDリリースは行わずライブ活動や楽曲提供などの作家としての新たな活動を見せた。アーティストCDトータルセールスは約30万枚。
2007年2月1日、ブログを開始。ビーイング所属のアーティストしては珍しく私生活を隠すことなく1日に何度も更新し、家族（両親と弟、ペットでパピヨンのハピカや猫のムサファがよく登場）のことや高級マンションでの暮らしや毎日のように有名モデルらとの会食や美容室、ネイルサロンに通うぜいたくな生活ぶりを契約解除の当日までの3年半近くほぼ毎日更新していた。
2010年7月19日、契約違反があったとして契約解除が発表されたと同時に配信音楽サイトから全ての楽曲が削除され、公式ページ、ブログなども即削除された。また、一般流通していた音源ソフトも即回収されるという事態となったにもかかわらず、契約解除理由など詳細に関しては本人が一般人となったためプライバシーの問題があるとして所属事務所・レーベルからの公式発表はされていない。

## 作品

### シングル
| 枚  | 発売日         | タイトル                      | 規格品盤                | オリコン 最高位 |
| --- | -------------- | ----------------------------- | ----------------------- | --------------- |
| 1st | 2001年10月31日 | 青い青いこの地球に            | GZCA-2019               | 9位             |
| 2nd | 2001年12月5日  | Special Holynight             | GZCA-2025               | 19位            |
| 3rd | 2002年2月20日  | Bye Bye My BLUE SKY           | GZCA-2027               | 33位            |
| 4th | 2002年6月19日  | Lazy                          | GZCA-2039               | 33位            |
| 5th | 2002年9月11日  | 無色                          | GZCA-2050               | 5位             |
| 6th | 2005年12月7日  | 秘密                          | GZCA-7066（初回限定盤） | 40位            |
| 6th | 2005年12月7日  | 秘密                          | GZCA-7067（通常盤）     | 40位            |
| 7th | 2006年4月19日  | Never free                    | GZCA-4068               | 55位            |
| 8th | 2006年9月13日  | Song for you 〜精一杯力一杯〜 | GZCA-7077               | 74位            |

### アルバム
| 枚  | 発売日         | タイトル           | 規格品番  | オリコン 最高位 |
| --- | -------------- | ------------------ | --------- | --------------- |
| 1st | 2002年11月6日  | 無色               | GZCA-5022 | 5位             |
| 2nd | 2006年10月18日 | 生きたくはない僕等 | GZCA-5095 | 49位            |

### オムニバス
- GIZA studio MAI-K & FRIENDS HOTROD BEACH PARTY（2002年7月17日）
  - 「HAWAII」
- THE HIT PARADE（2003年11月26日）
  - 「少女A」
- GIZA studio Masterpiece BLEND 2003（2003年12月17日）
  - 「人生ゲーム」

### 映像作品
- 里菜♥祭り 2003（2003年9月25日）

### タイアップ曲
| 楽曲                          | タイアップ                                        | 時期   |
| ----------------------------- | ------------------------------------------------- | ------ |
| 青い青いこの地球に            | テレビアニメ『名探偵コナン』エンディングテーマ    | 2001年 |
| Special Holynight             | NTT DoCoMo「M-stage music」CMソング               | 2001年 |
| Bye Bye My BLUE SKY           | TBS『新ウンナンの気分は上々。』エンディングテーマ | 2002年 |
| Lazy                          | TBS『CDTV』エンディングテーマ                     | 2002年 |
| Clash!Clash!                  | 『2002FUKUI第18回北陸女子駅伝』テーマソング       | 2002年 |
| I LOVE YOU                    | 日本テレビ系『ザ・サンデー』エンディングテーマ    | 2002年 |
| 無色                          | テレビアニメ『名探偵コナン』エンディングテーマ    | 2002年 |
| Never free                    | 日本テレビ『チネ☆パラ』グランドオープニングテーマ | 2006年 |
| Song for you 〜精一杯力一杯〜 | 日本テレビ『音楽戦士 MUSIC FIGHTER』POWER PLAY    | 2006年 |

### 作詞提供曲
- First Love（岩田さゆりのアルバム『Thank You For…』に収録、2005年）

### 詩集
- ココロ（2006年10月18日、ジェイロックマガジン社）

## 出演

### ラジオ
- 上原あずみの Radioあずミラクル（2001年10月11日 - 12月27日、ニッポン放送）
- 週刊RADIO "ウエハラッキョ"（2007年1月25日 - 2008年2月28日、オフィシャルサイト）

### CM
- NTTドコモ「M-Stage Music」（2001年 - 2002年）
- NTTドコモ「Picwalk配信スタート・ドコモフェア」（2001年 - 2002年）

### MV
- 倉木麻衣「Feel fine!」（2002年）